# Марк Лопес
Марк Лопес  (англ. Mark Lopez, 25 квітня 1982) — американський тхеквондист, олімпійський медаліст.

## Виступи на Олімпіадах
| Олімпіада  | Дисципліна | Місце |
| ---------- | ---------- | ----- |
| Пекін 2008 | до 68 кг   | 2     |